# Bradenton
Bradenton é uma cidade localizada no estado americano da Flórida, no condado de Manatee, do qual é sede. Foi fundada em 1842 e incorporada em 1903.
Originalmente descoberta por Hernando de Soto em 1539 em Shaw's Point, a cidade levou o nome do Dr. Joseph Braden, cuja casa que parecia um forte, era na época um refúgio para fugitivos durante os ataques aos nativos americanos.

## Geografia
De acordo com o United States Census Bureau, a cidade tem uma área de 43,8 km², onde 36,7 km² estão cobertos por terra e 7,1 km² por água.

### Localidades na vizinhança
O diagrama seguinte representa as localidades num raio de 8 km ao redor de Bradenton.

## Demografia
Segundo o censo nacional de 2010, a sua população é de 49 546 habitantes e sua densidade populacional é de 1 349,1 hab/km². É a localidade mais populosa e também a mais densamente povoada do condado de Manatee. Possui 26 767 residências, que resulta em uma densidade de 728,8 residências/km².

### Celebridades
- Muitas celebridades vivem em Bradenton, entre elas os tenistas Max Mirnyi, Tommy Haas, Jelena Jankovic, Taylor Dent, Maria Sharapova e Travis Clark.

## Geminações
- Barcarrota, Estremadura, Espanha[4]